# Bora Kostić
Borivoje "Bora" Kostić (szerb cirill betűkkel: Бopивoje Kocтић; Obrenovac, 1930. június 11. – Belgrád, 2011. január 10.) olimpiai bajnok és Európa-bajnoki ezüstérmes szerb labdarúgó.
A jugoszláv válogatott tagjaként részt vett az 1960. évi nyári olimpiai játékokon és az 1960-as Európa-bajnokságon

## Sikerei, díjai
Crvena zvezda
- Jugoszláv bajnok (7): 1951, 1952–53, 1955–56, 1956–57, 1958–59, 1959–60, 1963–64
- Jugoszláv kupa (3): 1957–58, 1958–59, 1963–64
- Közép-európai kupa (1): 1958

Jugoszlávia
- Olimpiai bajnok (1): 1960
- Európa-bajnoki ezüstérmes (1): 1960